# Vladimír Kocman
Vladimír Kocman (České Budějovice, Checoslovaquia, 5 de abril de 1956) es un deportista checoslovaco que compitió en judo.
Participó en los Juegos Olímpicos de Moscú 1980, obteniendo una medalla de bronce en la categoría de +95 kg. Ganó dos medallas en el Campeonato Mundial de Judo en los años 1981 y 1983, y dos medallas en el Campeonato Europeo de Judo en los años 1980 y 1984.

## Palmarés internacional
| Juegos Olímpicos   | Juegos Olímpicos          | Juegos Olímpicos  | Juegos Olímpicos |
| Año                | Lugar                     | Medalla           | Categoría        |
| ------------------ | ------------------------- | ----------------- | ---------------- |
| 1980               | Moscú ( URSS)             | Medalla de bronce | +95 kg           |
| Campeonato Mundial |                           |                   |                  |
| Año                | Lugar                     | Medalla           | Categoría        |
| 1981               | Maastricht (Países Bajos) | Medalla de bronce | +95 kg           |
| 1983               | Moscú ( URSS)             | Medalla de plata  | Abierta          |
| Campeonato Europeo |                           |                   |                  |
| Año                | Lugar                     | Medalla           | Categoría        |
| 1980               | Viena (Austria)           | Medalla de bronce | Abierta          |
| 1984               | Lieja (Bélgica)           | Medalla de bronce | +95 kg           |